# Lista tomów serii Hunter × Hunter
Ten artykuł zawiera listę tomów serii Hunter × Hunter autorstwa Yoshihiro Togashiego, ukazywanej w magazynie „Shūkan Shōnen Jump” wydawnictwa Shūeisha od 16 marca 1998. Pierwszy tom tankōbon ukazał się 4 czerwca 1998, natomiast według stanu na 4 września 2024, do tej pory wydano 38 tomów.
W Polsce prawa do dystrybucji mangi nabyło wydawnictwo Waneko, o czym poinformowano 20 stycznia 2023, premiera zaś odbyła się 16 maja tego samego roku.
| Nr | Język japoński      | Język japoński         | Język polski        | Język polski           |
| Nr | Data wydania        | ISBN                   | Data wydania        | ISBN                   |
| --- | ------------------- | ---------------------- | ------------------- | ---------------------- |
| 1 | 4 czerwca 1998      | ISBN 978-4-08-872571-0 | 16 maja 2023        | ISBN 978-83-8242-504-8 |
| Lista rozdziałów - 001. W drogę! (jap. 出発の日 Shuppatsu no hi) - 002. Spotkanie wśród sztormu (jap. 嵐の出会い Arashi no deai) - 003. Ostateczny wybór (jap. 究極の選択 Kyūkyoku no sentaku) - 004. Magiczne bestie – Kiriko (jap. 魔獣 凶狸狐 Majū kiriko) - 005. Zaczyna się pierwszy etap, cz. 1 (jap. 第1次試験開始① Dai ichi-ji shiken kaishi (ichi)) - 006. Zaczyna się pierwszy etap, cz. 2 (jap. 第1次試験開始② Dai ichi-ji shiken kaishi (ni)) - 007. Każdy ma swoje powody (jap. それぞれの理由 Sorezore no riyū) - 008. Jeszcze jeden wróg (jap. もうひとつの敵 Mō mitotsu no teki) |                     |                        |                     |                        |
| 2 | 2 września 1998     | ISBN 978-4-08-872606-9 | 3 lipca 2023        | ISBN 978-83-8242-505-5 |
| Lista rozdziałów - 009. Starcie we mgle (jap. 霧の中の攻防 Kiri no naka no kōbō) - 010. Nieoczekiwane zadanie (jap. 意外な課題 Igai na kadai) - 011. Jedyny możliwy wynik (jap. 当然の結果 Tōzen no kekka) - 012. Wizyta prezesa (jap. 会長参上 Kaichō sanjō) - 013. Gra o północy cz. 1 (jap. 真夜中のゲーム① Mayonaka no gēmu (ichi)) - 014. Gra o północy cz. 2 (jap. 真夜中のゲーム② Mayonaka no gēmu (ni)) - 015. Droga większości głosów (jap. 多数決の道 Tasūketsu no michi) - 016. Pojawiają się „testerzy” (jap. 試練官登場 Shirenkan tōjō) - 017. Nierówny wybór (jap. 不自由な2択 Fujiyū na nitaku) |                     |                        |                     |                        |
| 3 | 4 listopada 1998    | ISBN 978-4-08-872630-4 | 11 sierpnia 2023    | ISBN 978-83-8242-506-2 |
| Lista rozdziałów - 018. Dwa asy w rękawie (jap. 2つの切り札 Futatsu no kirifuda) - 019. Pułapka większości głosów (jap. 多数決の罠 Tasūketsu no wana) - 020. Czas na hazard! (jap. ギャンブルタイム Gyanburu taimu) - 021. Rozstrzygnięcie (jap. 決着 Ketchaku) - 022. Ostatnie pytanie (jap. 最後の問題 Saigo no mondai) - 023. Dwóch przeciwników (jap. 2人の敵 Futari no teki) - 024. Ostry trening (jap. 特訓 Tokkun) - 025. Dzień drugi (jap. 2日目 Futsukame) - 026. Noc przed decydującą walką (jap. 決戦前夜 Kessen zen’ya) |                     |                        |                     |                        |
| 4 | 4 lutego 1999       | ISBN 978-4-08-872672-4 | 3 października 2023 | ISBN 978-83-8242-507-9 |
| Lista rozdziałów - 027. Sytuacja kryzysowa (jap. 一触即発 Isshoku sokuhatsu) - 028. Pożyczka (jap. 大きな借り Ōki na kari) - 029. Jak sobie radzi Killua (jap. キルアの場合 Kirua no baai) - 030. Wijąca się pułapka (jap. 蠢く罠 Ugomeku wana) - 031. O włos od śmierci (jap. 九死に… Kyūshi ni...) - 032. A ostatni etap to...? (jap. 最終試験は…? Saishū shiken wa...?) - 033. Zaczyna się ostatni etap! (jap. 最終試験開始! Saishū shiken kaishi!) - 034. Pierwszy, który zdał?! (jap. 合格第1号!? Gōkaku dai ichi gō!?) - 035. Światło i mrok, cz. 1 (jap. 光と闇① Hikari to yami (ichi)) |                     |                        |                     |                        |
| 5 | 30 kwietnia 1999    | ISBN 978-4-08-872713-4 | 15 listopada 2023   | ISBN 978-83-8242-508-6 |
| Lista rozdziałów - 036. Światło i mrok, cz. 2 (jap. 光と闇② Hikari to yami (ni)) - 037. Światło i mrok, cz. 3 (jap. 光と闇③ Hikari to yami (san)) - 038. Ging i Freecss (jap. ジン=フリークス Jin Furīkusu) - 039. Intruzi (jap. 侵入者 Shin’nyūsha) - 040. Rodzina Zoldycków, cz. 1 (jap. ゾルディック家① Zorudikku ke (ichi)) - 041. Rodzina Zoldycków, cz. 2 (jap. ゾルディック家② Zorudikku ke (ni)) - 042. Rodzina Zoldycków, cz. 3 (jap. ゾルディック家③ Zorudikku ke (san)) - 043. Rodzina Zoldycków, cz. 4 (jap. ゾルディック家④ Zorudikku ke (yon)) - 044. Podniebna arena (jap. 天空闘技場 Tenkū tōgijō) |                     |                        |                     |                        |
| 6 | 4 października 1999 | ISBN 978-4-08-872749-3 | 3 stycznia 2024     | ISBN 978-83-8242-509-3 |
| Lista rozdziałów - 045. Ren (jap. レン) - 046. „Nen” (jap. ネン) - 047. Niewidzialna ściana (jap. 見えない壁 Mienai kabe) - 048. Warunek Hisoki (jap. ヒソカの条件 Hisoka no jōken) - 049. Zaczyna się walka! (jap. 戦闘開始!! Sentō kaishi!!) - 050. Zetsu (jap. ゼツ) - 051. „Ten” (jap. 点) - 052. Kastro (jap. カストロ Kasutoro) - 053. Sobowtór (jap. ダブル Daburu) - 054. Przyczyna porażki (jap. 敗因 Haiin) |                     |                        |                     |                        |
| 7 | 22 grudnia 1999     | ISBN 978-4-08-872788-2 | 14 lutego 2024      | ISBN 978-83-8242-510-9 |
| Lista rozdziałów - 055. O Hisoce (jap. ヒソカは… Hisoka wa...) - 056. Wznowienie treningu (jap. 修行再開 Shugyō saikai) - 057. Obietnica (jap. 約束 Yakusoku) - 058. Rewanż (jap. 再戦 Saisen) - 059. Zaliczone (jap. 及第 Kyūdai) - 060. Egzamin zdany (jap. 合格 Gōkaku) - 061. Decydujące starcie (jap. 決戦 Kessen) - 062. Na poważnie (jap. 本気 Honki) - 063. Od teraz (jap. これから Kore kara) |                     |                        |                     |                        |
| 8 | 4 kwietnia 2000     | ISBN 978-4-08-872847-6 | 2 kwietnia 2024     | ISBN 978-83-8242-511-6 |
| Lista rozdziałów - 064. Powrót do domu (jap. 帰郷 Kikyō) - 065. O Gingu (jap. ジンについて Jin ni tsuite) - 066. Kaseta (jap. テープ Tēpu) - 067. Rezydencja kolekcjonera ciał, cz. 1 (jap. 人体収集家の館① Jintai shūshūka no yakata (ichi)) - 068. Rezydencja kolekcjonera ciał, cz. 2 (jap. 人体収集家の館② Jintai shūshūka no yakata (ni)) - 069. Greed Island (jap. グリードアイランド Gurīdo Airando) - 070. Do Yorknew! (jap. ヨークシンへ Yōkushin e) - 071. Otwarcie aukcji! (jap. オークション開催!! Ōkushon kaisai!!) - 072. Pierwszy września, cz. 1 (jap. 9月1日① Kugatsu tsuitachi (ichi)) - 073. Pierwszy września, cz. 2 (jap. 9月1日② Kugatsu tsuitachi (ni)) |                     |                        |                     |                        |
| 9 | 4 lipca 2000        | ISBN 978-4-08-872890-2 | 15 maja 2024        | ISBN 978-83-8242-512-3 |
| Lista rozdziałów - 074. Pierwszy września, cz. 3 (jap. 9月1日③ Kugatsu tsuitachi (san)) - 075. Pierwszy września, cz. 4 (jap. 9月1日④ Kugatsu tsuitachi (yon)) - 076. Pierwszy września, cz. 5 (jap. 9月1日⑤ Kugatsu tsuitachi (go)) - 077. Pierwszy września, cz. 6 (jap. 9月1日⑥ Kugatsu tsuitachi (roku)) - 078. Pierwszy września, cz. 7 (jap. 9月1日⑦ Kugatsu tsuitachi (nana)) - 079. Drugi września, cz. 1 (jap. 9月2日① Kugatsu futsuka (ichi)) - 080. Drugi września, cz. 2 (jap. 9月2日② Kugatsu futsuka (ni)) - 081. Drugi września, cz. 3 (jap. 9月2日③ Kugatsu futsuka (san)) - 082. Drugi września, cz. 4 (jap. 9月2日④ Kugatsu futsuka (yon)) - 083. Drugi września, cz. 5 (jap. 9月2日⑤ Kugatsu futsuka (go)) |                     |                        |                     |                        |
| 10 | 2 listopada 2000    | ISBN 978-4-08-873021-9 | 1 lipca 2024        | ISBN 978-83-8242-513-0 |
| Lista rozdziałów - 084. Drugi września, cz. 6 (jap. 9月2日⑥ Kugatsu futsuka (roku)) - 085. Trzeci września, cz. 1 (jap. 9月3日① Kugatsu mikka (ichi)) - 086. Trzeci września, cz. 2 (jap. 9月3日② Kugatsu mikka (ni)) - 087. Trzeci września, cz. 3 (jap. 9月3日③ Kugatsu mikka (san)) - 088. Trzeci września, cz. 4 (jap. 9月3日④ Kugatsu mikka (yon)) - 089. Trzeci września, cz. 5 (jap. 9月3日⑤ Kugatsu mikka (go)) - 090. Trzeci września, cz. 6 (jap. 9月3日⑥ Kugatsu mikka (roku)) - 091. Trzeci września, cz. 7 (jap. 9月3日⑦ Kugatsu mikka (nana)) - 092. Trzeci września, cz. 8 (jap. 9月3日⑧ Kugatsu mikka (hachi)) - 093. Trzeci września, cz. 9 (jap. 9月3日⑨ Kugatsu mikka (kyū)) |                     |                        |                     |                        |
| 11 | 2 marca 2001        | ISBN 978-4-08-873087-5 | 14 sierpnia 2024    | ISBN 978-83-8242-817-9 |
| Lista rozdziałów - 094. Trzeci września, cz. 10 (jap. 9月3日⑩ Kugatsu mikka (jū)) - 095. Trzeci września, cz. 11 (jap. 9月3日⑪ Kugatsu mikka (jū ichi)) - 096. Trzeci września, cz. 12 (jap. 9月3日⑫ Kugatsu mikka (jū ni)) - 097. Trzeci września, cz. 13 (jap. 9月3日⑬ Kugatsu mikka (jū san)) - 098. Trzeci września, cz. 14 (jap. 9月3日⑭ Kugatsu mikka (jū yon)) - 099. Trzeci września, cz. 15 (jap. 9月3日⑮ Kugatsu mikka (jū go)) - 100. Trzeci września, cz. 16 (jap. 9月3日⑯ Kugatsu mikka (jū roku)) - 101. Trzeci września, cz. 17 (jap. 9月3日⑰ Kugatsu mikka (jū nana)) - 102. Czwarty września, cz. 1 (jap. 9月4日① Kugatsu mikka (ichi)) - 103. Czwarty września, cz. 2 (jap. 9月4日② Kugatsu yokka (ni)) |                     |                        |                     |                        |
| 12 | 4 lipca 2001        | ISBN 978-4-08-873135-3 | 1 października 2024 | ISBN 978-83-8242-818-6 |
| Lista rozdziałów - 104. Czwarty września, cz. 3 (jap. 9月4日③ Kugatsu yokka (san)) - 105. Czwarty września, cz. 4 (jap. 9月4日④ Kugatsu yokka (yon)) - 106. Czwarty września, cz. 5 (jap. 9月4日⑤ Kugatsu yokka (go)) - 107. Czwarty września, cz. 6 (jap. 9月4日⑥ Kugatsu yokka (roku)) - 108. Czwarty września, cz. 7 (jap. 9月4日⑦ Kugatsu yokka (nana)) - 109. Czwarty września, cz. 8 (jap. 9月4日⑧ Kugatsu yokka (hachi)) - 110. Czwarty września, cz. 9 (jap. 9月4日⑨ Kugatsu yokka (kyū)) - 111. Czwarty września, cz. 10 (jap. 9月4日⑩ Kugatsu yokka (jū)) - 112. Czwarty września, cz. 11 (jap. 9月4日⑪ Kugatsu yokka (jū ichi)) - 113. Czwarty września, cz. 12 (jap. 9月4日⑫ Kugatsu yokka (jū ni)) - 114. Czwarty września, cz. 13 (jap. 9月4日⑬ Kugatsu yokka (jū san)) - 115. Czwarty września, cz. 14 (jap. 9月4日⑭ Kugatsu yokka (jū yon))                                                              |                     |                        |                     |                        |
| 13 | 2 listopada 2001    | ISBN 978-4-08-873180-3 | 14 listopada 2024   | ISBN 978-83-8242-819-3 |
| Lista rozdziałów - 116. Czwarty września, cz. 15 (jap. 9月4日⑮ Kugatsu yokka (jū go)) - 117. Czwarty września, cz. 16 (jap. 9月4日⑯ Kugatsu yokka (jū roku)) - 118. Czwarty września, cz. 17 (jap. 9月4日⑰ Kugatsu yokka (jū nana)) - 119. Czwarty września, cz. 18 (jap. 9月4日⑱ Kugatsu yokka (jū hachi)) - 120. Szósty września, cz. 1 (jap. 9月6日① Kugatsu muika (ichi)) - 121. Szósty września, cz. 2 (jap. 9月6日② Kugatsu muika (ni)) - 122. Szósty września, cz. 3 (jap. 9月6日③ Kugatsu muika (san)) - 123. Szósty września, cz. 4 (jap. 9月6日④ Kugatsu muika (yon)) - 124. Siódmy września, cz. 1 – dziesiąty września, cz. 1 (jap. 9月7日①-9月10日① Kugatsu nanoka (ichi) – kugatsu tōka (ichi)) - 125. Dziesiąty września, cz. 1 (jap. 9月10日② Kugatsu tōka (ni)) - 126. Dziesiąty września, cz. 2 (jap. 9月10日③ Kugatsu tōka (san)) - 127. Dziesiąty września, cz. 3 (jap. 9月10日④ Kugatsu tōka (yon)) |                     |                        |                     |                        |
| 14 | 4 kwietnia 2002     | ISBN 978-4-08-873262-6 | 3 stycznia 2025     | ISBN 978-83-8242-820-9 |
| Lista rozdziałów - 128. Kugatsu tōka (go) (jap. 9月10日⑤) - 129. Kenshō toshi antokiba (jap. 懸賞都市 アントキバ) - 130. Kan’yū no wake (jap. 勧誘の理由) - 131. Kaitō (jap. 回答) - 132. Yon jū shu no superu (jap. 40種の呪文) - 133. Superu igai no gādo hō (jap. 呪文以外の防御法) - 134. Gēmu no himitsu (jap. 島の秘密) - 135. Iza Masadora e! (ichi) (jap. いざマサドラへ!①) - 136. Iza Masadora e! (ni) (jap. いざマサドラへ!②) - 137. Iza Masadora e! (san) (jap. いざマサドラへ!③) - 138. Iza Masadora e...? (jap. いざマサドラへ…?) - 139. Honto ni Masadora iku no ka? (jap. ホントにマサドラ行くのか?) |                     |                        |                     |                        |
| 15 | 4 października 2002 | ISBN 978-4-08-873314-2 | 14 lutego 2025      | ISBN 978-83-8242-821-6 |
| Lista rozdziałów - 140. Masadora niwa itta kedo (jap. マサドラには行ったけど) - 141. Mō Masadora itta kara tsugi kara betsu no kanji no taitoru de ii ya (jap. もうマサドラ行ったから次から別の感じのタイトルでいいや) - 142. „Bomā” (jap. 「爆弾魔」) - 143. „Kauntodaun” (jap. 「命の音」) - 144. „Rirīsu” (jap. 「解放」) - 145. Jaken ikōru janken!? (jap. 邪拳=ジャンケン!?) - 146. Abengane (ichi) (jap. アベンガネ①) - 147. Abengane (ni) (jap. アベンガネ②) - 148. Shiken kaishi (jap. 試験開始) - 149. Sōgū (jap. 遭遇) - 150. Shidō (jap. 始動) - 151. Yakushin (jap. 躍進) |                     |                        |                     |                        |
| 16 | 4 lutego 2003       | ISBN 978-4-08-873382-1 | 1 kwietnia 2025     | ISBN 978-83-8242-822-3 |
| Lista rozdziałów - 152. Sesshoku (jap. 接触) - 153. Seikō (jap. 成功) - 154. Kyōdō sensen (jap. 共同戦線) - 155. Senchō to jū yo nin no akuma (jap. 船長と14人の悪魔) - 156. Taiketsu (ichi) (jap. 対決①) - 157. Taiketsu (ni) (jap. 対決②) - 158. Nitamono dōshi no jijō purasu ichi (jap. 似た者同士2+1) - 159. Ren’ai toshi aiai (jap. 恋愛都市アイアイ) - 160. Taiketsu (san) (jap. 対決③) - 161. Taiketsu (yon) (jap. 対決④) - 162. Taiketsu (go) (jap. 対決⑤) - 163. Taiketsu (roku) (jap. 対決⑥) |                     |                        |                     |                        |
| 17 | 4 czerwca 2003      | ISBN 978-4-08-873443-9 | 15 maja 2025        | ISBN 978-83-8242-823-0 |
| Lista rozdziałów - 164. Taiketsu (nana) (jap. 対決⑦) - 165. Taiketsu (hachi) (jap. 対決⑧) - 166. Taiketsu (kyū) (jap. 対決⑨) - 167. Taiketsu (jū) (jap. 対決⑩) - 168. Taiketsu (jū ichi) (jap. 対決⑪) - 169. Sensen fukoku (jap. 宣戦布告) - 170. Mitsu domoe no kōbō (jap. 三つ巴の攻防) - 171. Mitsu domoe no kōbō (ni) (jap. 三つ巴の攻防②) - 172. Mitsu domoe no kōbō (san) (jap. 三つ巴の攻防③) - 173. Mitsu domoe no kōbō (yon) (jap. 三つ巴の攻防④) - 174. Mitsu domoe no kōbō (go) (jap. 三つ巴の攻防⑤) - 175. Mitsu domoe no kōbō (roku) (jap. 三つ巴の攻防⑥) |                     |                        |                     |                        |
| 18 | 3 października 2003 | ISBN 978-4-08-873516-0 | 1 lipca 2025        | ISBN 978-83-8242-824-7 |
| Lista rozdziałów - 176. Mitsu domoe no kōbō (nana) (jap. 三つ巴の攻防⑦) - 177. Mitsu domoe no kōbō (hachi) (jap. 三つ巴の攻防⑧) - 178. Mitsu domoe no kōbō (kyū) (jap. 三つ巴の攻防⑨) - 179. Mitsu domoe no kōbō (jū) (jap. 三つ巴の攻防⑩) - 180. Mitsu domoe no kōbō (jū ichi) (jap. 三つ巴の攻防⑪) - 181. Mitsu domoe no kōbō (jū ni) (jap. 三つ巴の攻防⑫) - 182. Mitsu domoe no kōbō (jū san) (jap. 三つ巴の攻防⑬) - 183. Mitsu domoe no kōbō (jū yon) (jap. 三つ巴の攻防⑭) - 184. Sanmai no sentaku (jap. 3枚の選択) - 185. Kaikō (jap. 邂逅) - 186. Joō (jap. 女王) - 187. Saikō no esa (jap. 最高の餌) |                     |                        |                     |                        |
| 19 | 4 lutego 2004       | ISBN 978-4-08-873562-7 | 14 sierpnia 2025    | ISBN 978-83-8242-825-4 |
| Lista rozdziałów - 188. Enu jī eru (jap. NGL) - 189. Sen’nyū (jap. 潜入) - 190. Hanto (jap. 狩り) - 191. Puro (jap. プロ) - 192. Ningen inu (jap. 人間犬) - 193. Choki (jap. チョキ) - 194. Bāsasu Hagya tai (ichi) (jap. VSハギャ隊①) - 195. Bāsasu Hagya tai (ni) (jap. VSハギャ隊②) - 196. Bāsasu Hagya tai (san) (jap. VSハギャ隊③) - 197. Bāsasu Hagya tai (yon) (jap. VSハギャ隊④) - 198. Kyūshū (jap. 急襲) - 199. Hikari to kage (jap. 光と影) |                     |                        |                     |                        |
| 20 | 4 czerwca 2004      | ISBN 978-4-08-873607-5 | 1 października 2025 |                        |
| Lista rozdziałów - 200. Jōken (jap. 条件) - 201. Saikai (jap. 再会) - 202. Kettō (jap. 決闘) - 203. Jairo (jap. ジャイロ) - 204. Jairo wa (jap. ジャイロは) - 205. Nokori jikan (jap. 残り時間) - 206. Shōbu (jap. 勝負) - 207. Jakuten (ichi) (jap. 弱点①) - 208. Jakuten (ni) (jap. 弱点②) - 209. (jap. ?) - 210. Jakuten (san) (jap. 弱点③) - 211. Toichi (jap. トイチ) |                     |                        |                     |                        |
| 21 | 4 lutego 2005       | ISBN 978-4-08-873661-7 | 15 listopada 2025   |                        |
| Lista rozdziałów - 212. Hasui (jap. 破水) - 213. 誕生 (jap. Tanjō) - 214. Ketchaku (jap. 決着) - 215. Yuigon (jap. 遺言) - 216. Higashi Gorutō Kyōwakoku (jap. 東ゴルトー共和国) - 217. Niku juen (jap. 肉樹園) - 218. Kokuhaku (jap. 告白) - 219. Kakusei (jap. 覚醒) - 220. Saikai (ichi) (jap. 再会①) - 221. Saikai (ni) (jap. 再会②) - 222. Saikai (san) (jap. 再会③) - 223. Jū (ichi) (jap. 10-①) |                     |                        |                     |                        |
| 22 | 4 lipca 2005        | ISBN 978-4-08-873792-8 | —                   |                        |
| Lista rozdziałów - 224. Jū (ni) (jap. 10-②) - 225. Jū (san) (jap. 10-③) - 226. Jū (yon) (jap. 10-④) - 227. Jū (go) (jap. 10-⑤) - 228. Jū (roku) (jap. 10-⑥) - 229. Jū (nana) (jap. 10-⑦) - 230. Kyū (ichi) (jap. 9-①) - 231. Kyū (ni) (jap. 9-②) - 232. Kyū (san) (jap. 9-③) - 233. Kyū (yon) (jap. 9-④) - 234. Kyū (go) (jap. 9-⑤) - 235. Hachi (ichi) (jap. 8-①) |                     |                        |                     |                        |
| 23 | 3 marca 2006        | ISBN 978-4-08-873882-6 | —                   |                        |
| Lista rozdziałów - 236. Hachi (ni) (jap. 8-②) - 237. Hachi (san) (jap. 8-③) - 238. Hachi (yon) (jap. 8-④) - 239. Hachi (go) (jap. 8-⑤) - 240. Hachi (roku) (jap. 8-⑥) - 241. Hachi (nana) (jap. 8-⑦) - 242. Nana (ichi) (jap. 7-①) - 243. Nana (ni) (jap. 7-②) - 244. Roku (ichi) (jap. 6-①) - 245. Roku (ni) (jap. 6-②) - 246. Roku (san) (jap. 6-③) - 247. Roku (yon) (jap. 6-④) |                     |                        |                     |                        |
| 24 | 4 października 2007 | ISBN 978-4-08-874453-7 | —                   |                        |
| Lista rozdziałów - 248. Roku (go) (jap. 6-⑤) - 249. Roku (roku) (jap. 6-⑥) - 250. Roku (nana) (jap. 6-⑦) - 251. Roku (hachi) (jap. 6-⑧) - 252. Roku (kyū) (jap. 6-⑨) - 253. Roku (jū) (jap. 6-⑩) - 254. Roku (jū ichi) (jap. 6-⑪) - 255. Go (ichi) - ni (ichi) (jap. 5-①〜2-①) - 256. Ni (ni) (jap. 2-②) - 257. Ichi (ichi) (jap. 1-①) - 258. Ichi (ni) (jap. 1-②) - 259. Ichi (san) (jap. 1-③) - 260. Ichi (yon) (jap. 1-④) |                     |                        |                     |                        |
| 25 | 4 marca 2008        | ISBN 978-4-08-874535-0 | —                   |                        |
| Lista rozdziałów - 261. Totsunyū (ichi) (jap. 突入①) - 262. Totsunyū (ni) (jap. 突入②) - 263. Totsunyū (san) (jap. 突入③) - 264. Totsunyū (yon) (jap. 突入④) - 265. Totsunyū (go) (jap. 突入⑤) - 266. „Man ga ichi” (jap. 『万が一』) - 267. Hatsudō (jap. 発動) - 268. Ō. (jap. 王。) - 269. Gyakkyō maru (jap. 逆境○) - 270. Kashi (jap. 貸し) |                     |                        |                     |                        |
| 26 | 3 października 2008 | ISBN 978-4-08-874610-4 | —                   |                        |
| Lista rozdziałów - 271. Bundan (jap. 分断) - 272. Gosan (jap. 誤算) - 273. Saikai (jap. 再会) - 274. Kaidō (jap. 解答) - 275. Yakusoku (jap. 約束) - 276. Misairuman (jap. 卵男) - 277. Bujoku (jap. 侮辱) - 278. Hakai (jap. 破壊) - 279. Dasshutsu (jap. 脱出) - 280. Chokugeki (jap. 直撃) |                     |                        |                     |                        |
| 27 | 25 grudnia 2009     | ISBN 978-4-08-870065-6 | —                   |                        |
| Lista rozdziałów - 281. Kanmuru (jap. 神速) - 282. Misshitsu (jap. 密室) - 283. Kesshin (jap. 決心) - 284. Jūgofun (jap. 15分) - 285. Bunshin (jap. 分身) - 286. Hontai (jap. 本体) - 287. Genjō (jap. 現状) - 288. Shōsan (jap. 賞賛) - 289. Jōken (jap. 条件) - 290. Namae (jap. 名前) |                     |                        |                     |                        |
| 28 | 4 lipca 2011        | ISBN 978-4-08-870326-8 | —                   |                        |
| Lista rozdziałów - 291. Jimon (jap. 自問) - 292. Omowaku (jap. 思惑) - 293. Henbō (jap. 変貌) - 294. Kekkai (jap. 決壊) - 295. Ketsui (jap. 決意) - 296. Kokuhaku (jap. 告白) - 297. Saigo (jap. 最後) - 298. Bara (jap. 薔薇) - 299. Saisei (jap. 再生) - 300. Hoken (jap. 保険) |                     |                        |                     |                        |
| 29 | 4 sierpnia 2011     | ISBN 978-4-08-870327-5 | —                   |                        |
| Lista rozdziałów - 301. Kioku (jap. 記憶) - 302. Hyōteki (jap. 標的) - 303. Itami (jap. 痛み) - 304. Mahō (jap. 魔法) - 305. Zannen (jap. 残念) - 306. Ando (jap. 安堵) - 307. Sōshitsu (jap. 喪失) - 308. Senkō (jap. 閃光) - 309. Shōbu (jap. 勝負) - 310. Shidō (jap. 始動) |                     |                        |                     |                        |
| 30 | 4 kwietnia 2012     | ISBN 978-4-08-870450-0 | —                   |                        |
| Lista rozdziałów - 311. Kigen (jap. 期限) - 312. Kakugo (jap. 覚悟) - 313. Hitokoto (jap. 一言) - 314. Settoku (jap. 説得) - 315. Kikyō (jap. 帰郷) - 316. Honmyō (jap. 本名) - 317. Hentō (jap. 返答) - 318. Yuigon (jap. 遺言) - 319. Chūsen (jap. 抽選) - 320. Tōhyō (jap. 投票) |                     |                        |                     |                        |
| 31 | 4 grudnia 2012      | ISBN 978-4-08-870697-9 | —                   |                        |
| Lista rozdziałów - 321. Kemono (jap. 怪者) - 322. Kyōdai (jap. 兄妹) - 323. Irai (jap. 依頼) - 324. Shitsuji (jap. 執事) - 325. Sansen (jap. 参戦) - 326. Kaisen (jap. 開戦) - 327. Nazonazo (jap. 謎々) - 328. Tehai (jap. 手配) - 329. Mittei (jap. 密偵) - 330. Kokuhaku (jap. 告白) |                     |                        |                     |                        |
| 32 | 28 grudnia 2012     | ISBN 978-4-08-870698-6 | —                   |                        |
| Lista rozdziałów - 331. Ekkusu dē (jap. X日) - 332. Kassai (jap. 喝采) - 333. Meidō (jap. 鳴動) - 334. Kanpai (jap. 完敗) - 335. Kettei (jap. 決定) - 336. Kaijo (jap. 解除) - 337. Zange (jap. 懺悔) - 338. Jujō (jap. 樹上) - 339. Seijaku (jap. 静寂) - 340. Tokumei (jap. 特命) |                     |                        |                     |                        |
| 33 | 3 czerwca 2016      | ISBN 978-4-08-880352-4 | —                   |                        |
| Lista rozdziałów - 341. Yakusai (jap. 厄災) - 342. Fukoku (jap. 布告) - 343. Kan’yū (jap. 勧誘) - 344. Chosha (jap. 著者) - 345. Shomei (jap. 署名) - 346. Sentaku (jap. 選択) - 347. Shūnin (jap. 就任) - 348. Kakugo (jap. 覚悟) - 349. Kodoku (jap. 蠱毒) - 350. Ōji (jap. 王子) |                     |                        |                     |                        |
| 34 | 26 czerwca 2017     | ISBN 978-4-08-881248-9 | —                   |                        |
| Lista rozdziałów - 351. Shitō (jap. 死闘) - 352. Yakkai (jap. 厄介) - 353. Reitetsu (jap. 冷徹) - 354. Tōbu (jap. 頭部) - 355. Bakuha (jap. 爆破) - 356. Zannen (ichi) (jap. 残念①) - 357. Zannen (ni) (jap. 残念②) - 358. Zen’ya (jap. 前夜) - 359. Shukkō (jap. 出航) - 360. Kisei (jap. 寄生) |                     |                        |                     |                        |
| 35 | 2 lutego 2018       | ISBN 978-4-08-881455-1 | —                   |                        |
| Lista rozdziałów - 361. Jitai (jap. 辞退) - 362. Ketsui (jap. 決意) - 363. Nen-jū (jap. 念獣) - 364. Omowaku (jap. 思惑) - 365. Sentaku (jap. 選択) - 366. Sorezore (jap. 其々) - 367. Dōki (jap. 同期) - 368. Kyōkō (jap. 凶行) - 369. Genkai (jap. 限界) - 370. Kansatsu (jap. 観察) |                     |                        |                     |                        |
| 36 | 4 października 2018 | ISBN 978-4-08-881640-1 | —                   |                        |
| Lista rozdziałów - 371. Ninmu (jap. 任務) - 372. Shōshitsu (jap. 消失) - 373. Keishō (jap. 継承) - 374. Nōryoku (jap. 能力) - 375. Settoku (jap. 説得) - 376. Ketsui (jap. 決意) - 377. Kakusaku (jap. 画策) - 378. Baransu (jap. 均衡（バランス）) - 379. Korabo (jap. 共闘（コラボ）) - 380. Keihō (jap. 警報) |                     |                        |                     |                        |
| 37 | 4 listopada 2022    | ISBN 978-4-08-883365-1 | —                   |                        |
| Lista rozdziałów - 381. Hoshoku (jap. 捕食) - 382. Kakusei (jap. 覚醒) - 383. Dasshutsu (jap. 脱出) - 384. Kōsō (jap. 抗争) - 385. Keikoku (jap. 警告) - 386. Kasetsu (jap. 仮説) - 387. Saigen (jap. 再現) - 388. Shian (jap. 思案) - 389. Juso (jap. 呪詛) - 390. Shōtotsu (ichi) (jap. 衝突①) |                     |                        |                     |                        |
| 38 | 4 września 2024     | ISBN 978-4-08-884279-0 | —                   |                        |
| Lista rozdziałów - 391. Shōtotsu (ni) (jap. 衝突②) - 392. Jōhō (jap. 情報) - 393. Kongan (jap. 懇願) - 394. Sōtei (jap. 想定) - 395. Kessei (ichi) (jap. 結成①) - 396. Kessei (ni) (jap. 結成②) - 397. Kessei (aan) (jap. 結成③) - 398. Tansaku (jap. 探索) - 399. Taikyo (jap. 退去) - 400. Hitoku (jap. 秘匿) |                     |                        |                     |                        |